# Wahlen in Sierra Leone 2007
Die Wahlen in Sierra Leone 2007 fanden im Juli 2007 im westafrikanischen Staat Sierra Leone statt.
Auf nationaler Ebene wird in Sierra Leone alle fünf Jahre das Parlament und der Präsident direkt vom Volk gewählt. Im Parlament werden 112 der 124 Sitze gewählt, 12 Sitze gehen an regionale Führer, die sogenannten Paramount Chiefs. Sierra Leone hat ein Mehrparteiensystem, nachdem zwischen 1978 und 1992 der All People’s Congress einzige zugelassene Partei war.

## Parlamentswahl
- APC: 59
- SLPP: 43
- PMDC: 10
- Sonst.: 0

| Partei                   | Stimmenanzahl | Stimmenanteil | Sitze | Sitzveränderung |
| ------------------------ | ------------- | ------------- | ----- | --------------- |
| APC                      | 728.898       | 40,73 %       | 59    | ▲ 32            |
| SLPP                     | 707.608       | 39,54 %       | 43    | ▼ 40            |
| PMDC                     | 275.435       | 15,39 %       | 10    | neu             |
| NDA                      | 31.388        | 1,75 %        | 0     |                 |
| CPP                      | 15.303        | 0,86 %        | 0     |                 |
| UNPP                     | 14.078        | 0,79 %        | 0     |                 |
| PLP                      | 6.752         | 0,38 %        | 0     |                 |
| Unabhängige              | 10.127        | 0,57 %        | 0     |                 |
| Wahlbeteiligung: 75,02 % |               |               |       |                 |

## Präsidentschaftswahl

### Wahl
| Kandidat                 | Partei | Stimmenzahl | Stimmenanteil |
| ------------------------ | ------ | ----------- | ------------- |
| Ernest Koroma            | APC    | 815.523     | 44,34 %       |
| Solomon Berewa           | SLPP   | 704.012     | 38,28 %       |
| Charles Margai           | PMDC   | 255.499     | 13,89 %       |
| Andrew Turay             | CPP    | 28.610      | 1,56 %        |
| Amadu Jalloh             | NDA    | 17.748      | 0,96 %        |
| Kandeh Baba Conteh       | PLP    | 10.556      | 0,57 %        |
| Abdul Kady Karim         | UNPP   | 7.260       | 0,39 %        |
| Wahlbeteiligung: 75,75 % |        |             |               |

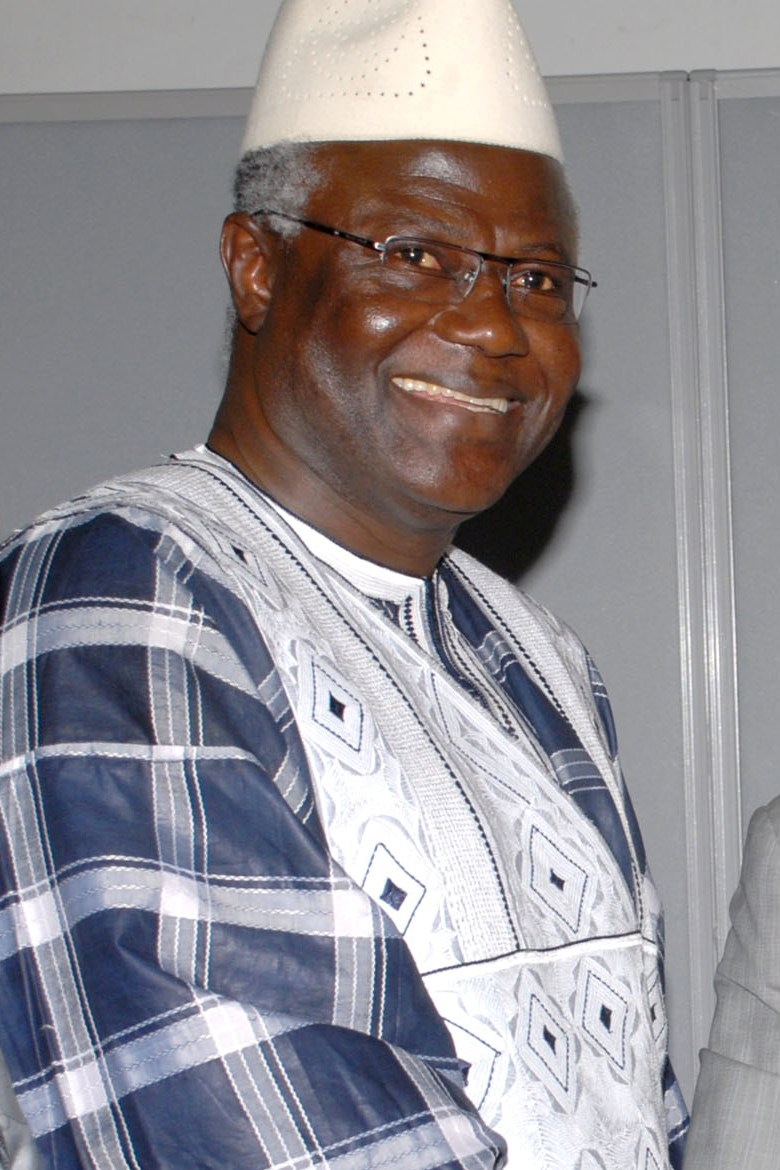
Wahlsieger der Präsidentschaftswahlen, Ernest Koroma

Gewählt ist, wer bei der Grundwahl mindestens 55 % der Stimmen erhält.
Ansonsten gibt es eine Stichwahl zwischen den beiden besten Kandidaten.

### Stichwahl
Amtliches Endergebnis vom 17. September 2007.
| Kandidat                 | Partei | Stimmenzahl | Stimmenanteil |
| ------------------------ | ------ | ----------- | ------------- |
| Ernest Koroma            | APC    | 950.407     | 54,62 %       |
| Solomon Berewa           | SLPP   | 789.651     | 45,38 %       |
| Wahlbeteiligung: 68,10 % |        |             |               |